# Hotel Riu Plaza Guadalajara
Hotel Riu Plaza Guadalajara je mrakodrap v mexickém městě Guadalajara. Se svojí celkovou výškou 204 m je nejvyšší budovou v Guadalajaře a po Torre Mayor druhou nejvyšší v zemi. Jeho výstavba začala v březnu 2009 a ukončena byla v červnu 2011. V budově je 44 obyvatelných pater s 550 pokoji, nacházejí se zde restaurace a konferenční místnosti. Na střeše se nachází heliport. Anténa je 16 m vysoká.
16. února 2011 během stavby zachvátil 11. a 24. patro požár způsobený výbuchem nádrže s LPG. Požár nepoškodil budovu, ale kvůli výbuchu bylo 18 pracovníků zraněno, z toho 2 smrtelně.